# Mesonoemacheilus pambarensis
Mesonoemacheilus pambarensis är en fiskart som först beskrevs av Rema Devi och Indra, 1994.  Mesonoemacheilus pambarensis ingår i släktet Mesonoemacheilus och familjen grönlingsfiskar. IUCN kategoriserar arten globalt som sårbar. Inga underarter finns listade i Catalogue of Life.